# Mistrovství světa ve florbale žen do 19 let 2024
Mistrovství světa ve florbale žen do 19 let 2024 bylo 11. ročníkem mistrovství světa juniorek. Turnaj se konal od 8. do 12. května 2024 ve finském Lahti. Bylo to podruhé, co Finsko pořádalo mistrovství juniorek.
Osmý titul obhájilo Švédsko, po porážce Finska. České florbalistky získaly bronz, čtvrtou medaili v řadě. Neobhájily tak druhé místo z předchozího mistrovství.
Celý turnaj měl rekordní návštěvnost 15 941 diváků. Finálový zápas s 1 965 sledujícími také překonal dosavadní maximum.

## Kvalifikace
Závěrečného turnaje se zúčastnilo 16 národních týmů.
Třináct přihlášených reprezentací bylo nasazeno přímo na základě výsledků předchozího mistrovství v roce 2022 a regionálních kvót. Byly to reprezentace Švédska, Česka, Finska, Švýcarska, Slovenska, Polska, Norska, Lotyšska, Německa, Nového Zélandu, Austrálie, Kanady a Singapuru. O posledních třech místech se rozhodlo v srpnu 2023 v evropské kvalifikaci mezi čtyřmi zbývajícími přihlášenými evropskými týmy. Postoupily Dánsko, Itálie a Maďarsko.

## Místo konání
| Lahti                |
| -------------------- |
| Sports & Fair Centre |
|                      |

## Základní skupiny

### Los
Los turnaje proběhl 2. září 2023. 16 účastnických zemí bylo rozděleno do čtyř skupin (A, B, C a D). Do skupin A a B se losovalo mezi nejlepšími týmy z předchozího mistrovství v roce 2022. Do skupin C a D se vybíralo z ostatních zemí.

### Systém
V základních skupinách spolu týmy hrály každý s každým. Za vítězství získaly dva body, za remízu jeden. Zápasy základních skupin se hrály od 8. do 10. května 2023, zápasy vyřazovací části 11. a 12. května.
Legenda
Všechny časy zápasů jsou uvedeny ve východoevropském letním čase (UTC +3, SELČ +1).

### Skupina A

#### Tabulka
| Poř. | Tým       | Z | V | R | P | VG | IG | +/- | B |
| ---- | --------- | - | - | - | - | -- | -- | --- | - |
| 1.   | Česko     | 3 | 3 | 0 | 0 | 36 | 4  | +32 | 6 |
| 2.   | Švýcarsko | 3 | 2 | 0 | 1 | 14 | 7  | +7  | 4 |
| 3.   | Slovensko | 3 | 1 | 0 | 2 | 11 | 24 | -13 | 2 |
| 4.   | Lotyšsko  | 3 | 0 | 0 | 3 | 6  | 32 | -26 | 0 |

#### Zápasy
| 8. května 2024 13:30 | Lotyšsko | 1 : 8 (0:4, 1:3, 0:1) | Švýcarsko | Sports & Fair Centre, Lahti Návštěvnost: 182 |  |

| Zpráva |

| 8. května 2024 16:00 | Slovensko | 1 : 16 (1:4, 0:5, 0:7) | Česko | Sports & Fair Centre, Lahti Návštěvnost: 137 |  |

| Zpráva |

| 9. května 2024 10:00 | Slovensko | 8 : 3 (2:2, 1:1, 5:0) | Lotyšsko | Sports & Fair Centre, Lahti Návštěvnost: 119 |  |

| Zpráva |

| 9. května 2024 13:00 | Česko | 4 : 1 (0:1, 1:0, 3:0) | Švýcarsko | Sports & Fair Centre, Lahti Návštěvnost: 860 |  |

| Zpráva |

| 10. května 2024 10:00 | Švýcarsko | 5 : 2 (2:0, 2:1, 1:1) | Slovensko | Sports & Fair Centre, Lahti Návštěvnost: 188 |  |

| Zpráva |

| 10. května 2024 19:30 | Česko | 16 : 2 (7:2, 4:0, 5:0) | Lotyšsko | Sports & Fair Centre, Lahti Návštěvnost: 134 |  |

| Zpráva |

### Skupina B

#### Tabulka
| Poř. | Tým     | Z | V | R | P | VG | IG | +/- | B |
| ---- | ------- | - | - | - | - | -- | -- | --- | - |
| 1.   | Švédsko | 3 | 3 | 0 | 0 | 34 | 6  | +28 | 6 |
| 2.   | Finsko  | 3 | 2 | 0 | 1 | 14 | 11 | +3  | 4 |
| 3.   | Polsko  | 3 | 1 | 0 | 2 | 10 | 22 | -12 | 2 |
| 4.   | Norsko  | 3 | 0 | 0 | 3 | 6  | 25 | -19 | 0 |

#### Zápasy
| 8. května 2024 10:30 | Norsko | 1 : 16 (0:7, 1:5, 0:4) | Švédsko | Sports & Fair Centre, Lahti Návštěvnost: 322 |  |

| Zpráva |

| 8. května 2024 19:00 | Polsko | 2 : 8 (2:5, 0:0, 0:3) | Finsko | Sports & Fair Centre, Lahti Návštěvnost: 701 |  |

| Zpráva |

| 9. května 2024 16:00 | Švédsko | 9 : 3 (4:1, 3:0, 2:2) | Finsko | Sports & Fair Centre, Lahti Návštěvnost: 1407 |  |

| Zpráva |

| 9. května 2024 19:00 | Norsko | 5 : 6 (0:4, 0:0, 5:2) | Polsko | Sports & Fair Centre, Lahti Návštěvnost: 104 |  |

| Zpráva |

| 10. května 2024 16:30 | Švédsko | 9 : 2 (1:0, 2:0, 6:2) | Polsko | Sports & Fair Centre, Lahti Návštěvnost: 372 |  |

| Zpráva |

| 10. května 2024 19:00 | Finsko | 3 : 0 (2:0, 0:0, 1:0) | Norsko | Sports & Fair Centre, Lahti Návštěvnost: 1132 |  |

| Zpráva |

### Skupina C

#### Tabulka
| Poř. | Tým         | Z | V | R | P | VG | IG | +/- | B |
| ---- | ----------- | - | - | - | - | -- | -- | --- | - |
| 1.   | Německo     | 3 | 3 | 0 | 0 | 24 | 3  | +21 | 6 |
| 2.   | Singapur    | 3 | 2 | 0 | 1 | 13 | 16 | -3  | 4 |
| 3.   | Nový Zéland | 3 | 1 | 0 | 2 | 14 | 11 | +3  | 2 |
| 4.   | Austrálie   | 3 | 0 | 0 | 3 | 8  | 29 | -21 | 0 |

#### Zápasy
| 8. května 2024 10:00 | Austrálie | 1 : 12 (1:5, 0:4, 0:3) | Německo | Sports & Fair Centre, Lahti Návštěvnost: 708 |  |

| Zpráva |

| 8. května 2024 13:00 | Singapur | 5 : 3 (2:0, 1:2, 2:1) | Nový Zéland | Sports & Fair Centre, Lahti Návštěvnost: 154 |  |

| Zpráva |

| 9. května 2024 10:30 | Singapur | 7 : 4 (2:1, 2:0, 3:3) | Austrálie | Sports & Fair Centre, Lahti Návštěvnost: 98 |  |

| Zpráva |

| 9. května 2024 13:30 | Nový Zéland | 1 : 3 (0:1, 0:1, 1:1) | Německo | Sports & Fair Centre, Lahti Návštěvnost: 194 |  |

| Zpráva |

| 10. května 2024 10:30 | Nový Zéland | 10 : 3 (1:0, 6:2, 3:1) | Austrálie | Sports & Fair Centre, Lahti Návštěvnost: 128 |  |

| Zpráva |

| 10. května 2024 13:30 | Německo | 9 : 1 (2:1, 5:0, 2:0) | Singapur | Sports & Fair Centre, Lahti Návštěvnost: 166 |  |

| Zpráva |

### Skupina D

#### Tabulka
| Poř. | Tým      | Z | V | R | P | VG | IG | +/- | B |
| ---- | -------- | - | - | - | - | -- | -- | --- | - |
| 1.   | Dánsko   | 3 | 3 | 0 | 0 | 35 | 8  | +27 | 6 |
| 2.   | Itálie   | 3 | 1 | 1 | 1 | 19 | 15 | +4  | 3 |
| 3.   | Maďarsko | 3 | 1 | 1 | 1 | 13 | 16 | -3  | 3 |
| 4.   | Kanada   | 3 | 0 | 0 | 3 | 6  | 34 | -28 | 0 |

#### Zápasy
| 8. května 2024 16:30 | Maďarsko | 8 : 2 (2:1, 3:1, 3:0) | Kanada | Sports & Fair Centre, Lahti Návštěvnost: 195 |  |

| Zpráva |

| 8. května 2024 19:30 | Dánsko | 9 : 5 (2:1, 3:1, 4:3) | Itálie | Sports & Fair Centre, Lahti Návštěvnost: 187 |  |

| Zpráva |

| 9. května 2024 16:30 | Kanada | 3 : 11 (1:3, 1:3, 1:5) | Itálie | Sports & Fair Centre, Lahti Návštěvnost: 167 |  |

| Zpráva |

| 9. května 2024 19:30 | Maďarsko | 2 : 11 (2:3, 0:3, 0:5) | Dánsko | Sports & Fair Centre, Lahti Návštěvnost: 95 |  |

| Zpráva |

| 10. května 2024 13:00 | Itálie | 3 : 3 (0:1, 2:1, 1:1) | Maďarsko | Sports & Fair Centre, Lahti Návštěvnost: 136 |  |

| Zpráva |

| 10. května 2024 16:00 | Kanada | 1 : 15 (1:5, 0:5, 0:5) | Dánsko | Sports & Fair Centre, Lahti Návštěvnost: 108 |  |

| Zpráva |

## Play off
Play-off hrály první dva týmy ze skupin A a B.

### Pavouk
|  | Semifinále | Semifinále | Semifinále |  |  | Finále      | Finále      | Finále      |
|  |            |            |            |  |  |             |             |             |
|  | 1B         | Švédsko    | 4          |  |  |             |             |             |
|  | 2A         | Švýcarsko  | 3          |  |  |             |             |             |
|  |            |            |            |  |  |             | Švédsko     | 4           |
|  |            |            |            |  |  |             | Finsko      | 2           |
|  | 1A         | Česko      | 2          |  |  |             |             |             |
|  | 2B         | Finsko     | 3          |  |  | Třetí místo | Třetí místo | Třetí místo |
|  |            |            |            |  |  |             | Švýcarsko   | 1           |
|  |            |            |            |  |  |             | Česko       | 5           |

### Semifinále
| 11. května 2024 16:00 | Česko | 2 : 3pp (1:0, 0:1, 1:1, 0:1) | Finsko | Sports & Fair Centre, Lahti Návštěvnost: 1705 |  |

| Zpráva |

| 11. května 2024 13:00 | Švédsko | 4 : 3 (1:1, 2:0, 1:2) | Švýcarsko | Sports & Fair Centre, Lahti Návštěvnost: 1347 |  |

| Zpráva |

### Finále
| 12. května 2024 16:00 | Švédsko | 4 : 2 (1:0, 1:0, 2:2) | Finsko | Sports & Fair Centre, Lahti Návštěvnost: 1965 |  |

| Zpráva |

### O 3. místo
| 12. května 2024 13:00 | Švýcarsko | 1 : 5 (0:2, 0:2, 1:1) | Česko | Sports & Fair Centre, Lahti Návštěvnost: 1767 |  |

| Zpráva |

## Zápasy o umístění

### Zápas o 5. místo
| 11. května 2024 19:30 | Slovensko | 9 : 8 (5:2, 2:3, 2:3) | Polsko | Sports & Fair Centre, Lahti Návštěvnost: 147 |  |

| Zpráva |

### 7.–10. místo

#### Pavouk
|  | Semifinále o 7.–10. místo | Semifinále o 7.–10. místo | Semifinále o 7.–10. místo |  |  | Zápas o 7. místo | Zápas o 7. místo | Zápas o 7. místo |
|  |                           |                           |                           |  |  |                  |                  |                  |
|  | 4A                        | Lotyšsko                  | 4                         |  |  |                  |                  |                  |
|  | 1D                        | Dánsko                    | 5                         |  |  |                  |                  |                  |
|  |                           |                           |                           |  |  |                  | Dánsko           | 9                |
|  |                           |                           |                           |  |  |                  | Norsko           | 5                |
|  | 4B                        | Norsko                    | 3                         |  |  |                  |                  |                  |
|  | 1C                        | Německo                   | 2                         |  |  | Zápas o 9. místo | Zápas o 9. místo | Zápas o 9. místo |
|  |                           |                           |                           |  |  |                  | Lotyšsko         | 6                |
|  |                           |                           |                           |  |  |                  | Německo          | 2                |

#### Semifinále o 7.–10. místo
| 11. května 2024 10:00 | Lotyšsko | 4 : 5 (1:2, 1:2, 2:1) | Dánsko | Sports & Fair Centre, Lahti Návštěvnost: 197 |  |

| Zpráva |

| 11. května 2024 19:00 | Norsko | 3 : 2pn (1:1, 1:1, 0:0, 0:0) | Německo | Sports & Fair Centre, Lahti Návštěvnost: 163 |  |

| Zpráva |

#### Zápas o 7. místo
| 12. května 2024 10:30 | Dánsko | 9 : 5 (3:1, 4:1, 2:3) | Norsko | Sports & Fair Centre, Lahti Návštěvnost: 202 |  |

| Zpráva |

#### Zápas o 9. místo
| 12. května 2024 10:00 | Lotyšsko | 6 : 2 (2:0, 1:1, 3:1) | Německo | Sports & Fair Centre, Lahti Návštěvnost: 113 |  |

| Zpráva |

### Zápas o 11. místo
| 11. května 2024 16:30 | Singapur | 8 : 7 (6:1, 1:3, 1:3) | Itálie | Sports & Fair Centre, Lahti Návštěvnost: 112 |  |

| Zpráva |

### Zápas o 13. místo
| 11. května 2024 13:30 | Maďarsko | 6 : 8 (3:1, 0:3, 3:4) | Nový Zéland | Sports & Fair Centre, Lahti Návštěvnost: 102 |  |

| Zpráva |

### Zápas o 15. místo
| 11. května 2024 10:30 | Austrálie | 9 : 6 (1:1, 5:4, 3:1) | Kanada | Sports & Fair Centre, Lahti Návštěvnost: 127 |  |

| Zpráva |

## Konečné pořadí
| Pořadí           | Tým         |
| ---------------- | ----------- |
| Zlatá medaile    | Švédsko     |
| Stříbrná medaile | Finsko      |
| Bronzová medaile | Česko       |
| 4.               | Švýcarsko   |
| 5.               | Slovensko   |
| 6.               | Polsko      |
| 7.               | Dánsko      |
| 8.               | Norsko      |
| 9.               | Lotyšsko    |
| 10.              | Německo     |
| 11.              | Singapur    |
| 12.              | Itálie      |
| 13.              | Nový Zéland |
| 14.              | Maďarsko    |
| 15.              | Austrálie   |
| 16.              | Kanada      |

## All Star tým
Členkami All Star týmu se staly:
Brankářka:  Louranna Jakobsson
Obrana:  Mira Markström,  Laura Katajisto
Centr:  Ellen Lundin
Útok:  Elsa Holopainen,  Karolína Klubalová

## Mistrovství světa 3v3

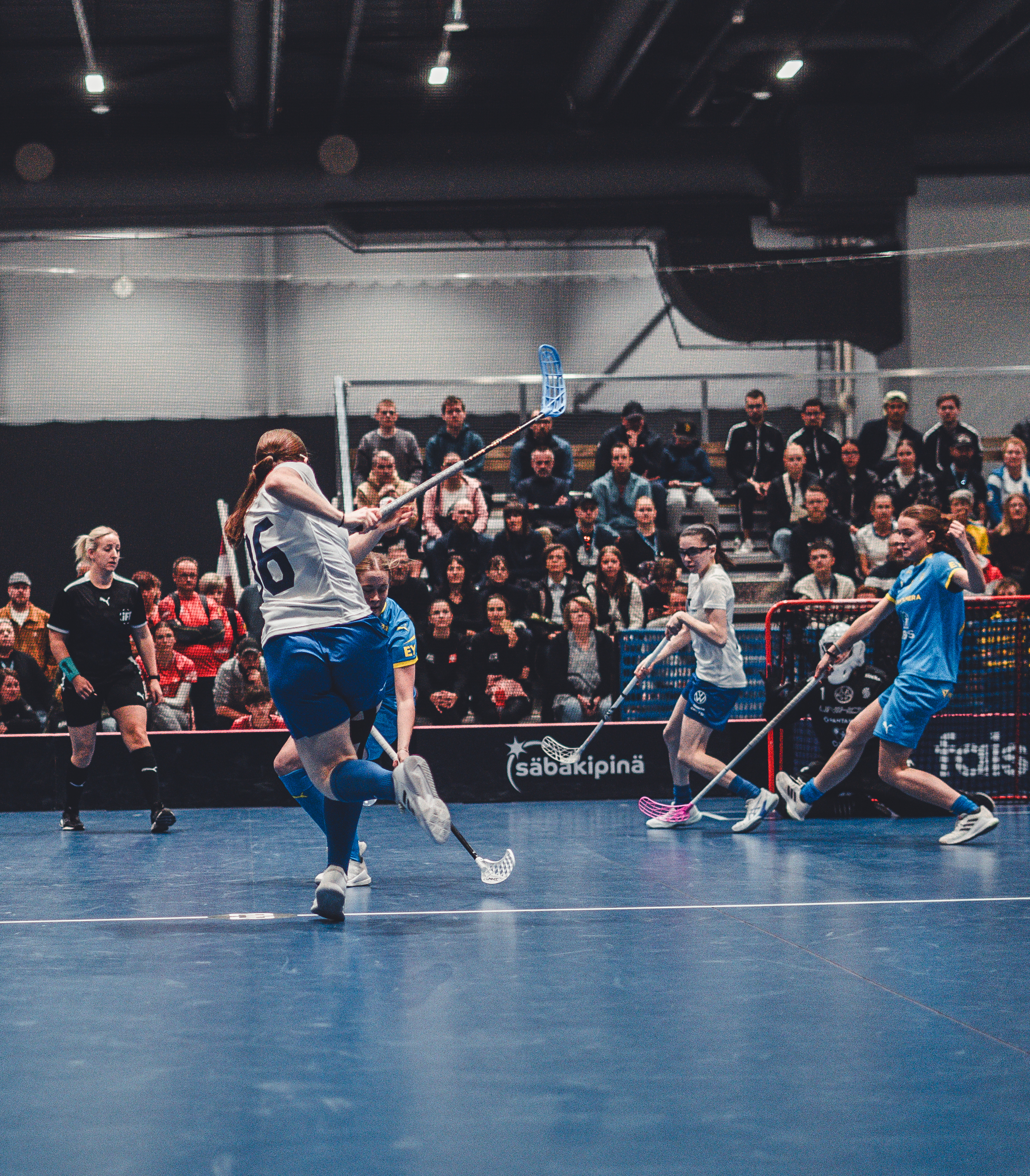
Finálový zápas ženského turnaje

Součástí akce bylo první mistrovství světa ve florbale tři na tři (3v3 World Floorball Championships 2024) pro mužské i ženské týmy. Soutěž se hrála o finálovém víkendu 11. a 12. května 2024. 
V mužském turnaji soutěžilo 30 týmů ze 16 evropských zemí, Burkiny Faso, Indie, Nového Zélandu, Pobřeží slonoviny a Spojených států. Zvítězil lotyšský tým po porážce Švédů ve finále. Česko reprezentoval tým složený z hráčů převážně regionálních týmů, který skončil v osmifinále.
V ženském turnaji soutěžilo 14 týmů ze 12 evropských zemí a Indie. Zvítězil jeden z finských týmu také po porážce Švédek ve finále. Za Česko hrál tým složený z velké části z prvoligového týmu TJ Sokol Královské Vinohrady, který skončil ve čtvrtfinále.